# Luzifers Tochter
Luzifers Tochter ist ein französisches Kriminaldrama aus dem Jahr 1957 unter der Regie von Denys de La Patellière, der gemeinsam mit Michel Audiard das Drehbuch schrieb. Es basiert auf dem Roman There's Always a Price Tag von James Hadley Chase aus dem Jahr 1956.

## Handlung
Der mittellose Maler Robert Mabillon rettet eines Abends den reichen betrunkene Eric Fréminger, als dieser sich vor ein Auto werfen will. Montillon hilft dem Betrunkenen, seinen Wagen ausfindig zu machen, ein weißes Cadillac Series 62 Convertible, und weil Fréminger ganz offensichtlich nicht in der Lage ist selbst zu fahren, bietet er sich an, ihn nach Hause zu kutschieren. Solches Haus entpuppt sich als eine gewaltige Villa an der Küste, deren Tor sich durch Photozellen automatisch vor ihnen öffnet, bevor sie die kiesbestreute Einfahrt hinauffahren. Fréminger lässt sich von dem offensichtlich mittellosen, unrasierten jüngeren Mann ins Haus begleiten, wo Schäferhund Arras im Erdgeschoss Wache hält, und schenkt ihm einen Whiskey ein. In einem Ausbruch von Selbsthass äußert Fréminger den Verdacht, dass ihn Montillon womöglich aus Berechnung vor dem Überfahren rettete, doch als der Beschuldigte daraufhin gehen will, bietet er ihm einen Posten als sein persönlicher Chauffeur an. Robert Montillon ist auf dem Weg zum Gästehaus, als er Eric in der Villa nach seiner Ehefrau Hélène brüllen hört. So erklimmt er einen Aussichtspunkt, von dem aus er beobachten kann, wie Fréminger ins gemeinsame Schlafgemach eindringt und Hélène unsanft ergreift. Einige Zeit später erhält er Besuch von Hélène, die ihn bittet, so schnell wie möglich nach Hause zu kommen.
Freminger teilt seiner Frau und Mabillon mit, dass er sich umbringen wird. Auch sagt er beiden, dass er die Selbstmordklausel aus dem Lebensversicherungsvertrag hat streichen lassen. Seine Frau erhält also nur 300 Millionen Franc, wenn sie den Selbstmord als Mord darstellen können.
Hélène und Mabillon verstauen die Leiche nach dem Suizid in einem Kühlschrank.

## Produktion
Die Außenaufnahmen der prächtigen Villa wurden in den Gärten der Villa Ephrussi de Rothschild in Saint-Jean-Cap-Ferrat gedreht.

## Veröffentlichung
In Deutschland kam der Film am 27. September 1957 durch die Pallas Filmverleih in die Kinos.